# Primavera (2022)
Primavera é um filme brasileiro de 2022, escrito e dirigido por Carlos Porto de Andrade Junior. O filme foi gravado em 2005, mas o lançamento comercialmente deu-se apenas em 17 de fevereiro de 2022, anteriormente havia sido exibido apenas em festivais internacionais.
Ruth de Souza, Ruth Escobar e Emílio Di Biasi faleceram antes do lançamento do filme.

## Sinopse
Primavera conta a saga de uma família de origens portuguesas contada de pai para filho. Trata-se de uma viagem no tempo narrando a chegada dos portugueses ao Brasil a partir de uma família específica, possibilitando uma análise precisa dos valores e tradições da época e como as suas consequência afetaram, e ainda afetam, a história da família. Partindo da jornada do primeiro ancestral, um inglês de caráter ambíguo, que ao chegar ao Brasil no final do século XVIII se casa com uma portuguesa, dona de uma extensa propriedade de terra. Seus descendentes e herdeiros se tornarão os protagonistas dessa história de conflitos, amores e mistérios.

## Elenco
- Ana Paula Arósio como Rosa
- Ruth de Souza como Josephina / Matilda / Madre Amélia
- Marília Gabriela como Nossa Senhora das Rosas
- Carlos Casagrande como Leonor
- Ruth Escobar como Helena
- Emílio Di Biasi como Dr. Adalcino
- Werner Schünemann como Antônio
- Caco Ciocler como Filho (Narrador)
- Rejane Arruda como Mariana
- Nelson Baskerville como Alexandre
- Débora Duboc como Heloísa
- Alexandre Barros como Luciano
- Bete Dorgam como Etelvina
- Felipe Kannenberg como Alphonse
- Lui Strassburger como Monsieur D'Alembert / Rodin
- Martha Mellinger como Prima
- Luiz Guilherme como Prato 3
- Walter Breda como Prato 4
- Jairo Mattos como Vasco
- Phil Miler como Pereira
- Lúcia Romano como Lúcia
- André Fusko como Clifford / Leôncio / Pai
- Renata Imbriani como Dolores Paraguaia
- Lavinia Lorenzon como Fátima
- José Roberto Jardim como Fernando
- Isadora de Faria como Senhora
- Patrícia Vilela como Livro (voz)
- Ricardo Ripa como Jayme
- Paulo Contier como Filho

## Prêmios e Indicações
| Ano  | Premiação                               | Categoria     | Recipiente                     | Resultado | Ref.  |
| ---- | --------------------------------------- | ------------- | ------------------------------ | --------- | ----- |
| 2018 | Festival Brasil de Cinema Internacional | Melhor Atriz  | Marília Gabriela               | Venceu    | [ 3 ] |
| 2021 | ABQ Indie Film Festival                 | Melhor Edição | Emerson Brandt                 | Indicado  | [ 4 ] |
| 2021 | Artic Film Festival                     | Melhor Filme  | Carlos Porto de Andrade Junior | Indicado  |       |